# ヤングブラッド (歌手)
ヤングブラッド（YUNGBLUD、本名ドミニク・リチャード・ハリソン、1997年8月5日 - ）は、イギリスのミュージシャン、シンガーソングライターである。インタースコープ・ゲフィン・A&Mレコード傘下のゲフィン・レコードに所属。

## 概要
マシュメロ、アヴリル・ラヴィーン、マシン・ガン・ケリー、リル・ヨッティ、ブンリング・ミー・ザ・ホライズンなど、ジャンルを超えた数々のビッグ・アーティストらとのコラボ作品を制作している。
2022年、サマーソニック出演のため初来日。2023年には来日単独公演も開催した。現代社会を斜めから見て、異議を申し立てるその反抗的な精神と赤裸々な歌詞、高いファッション性が現代の多くの若者に共感と支持を得ている。

## 略歴
1997年8月5日、イギリスのドンカスターで生まれる。父親はヴィンテージ・ギターの販売人で、祖父は1970年にT・レックスと共演したことがある。
音楽活動を開始する以前はロンドンのArts Educational Schoolsで学んでいた。
ビートルズ、ボブ・ディラン、アークティック・モンキーズ、エミネム、ザ・クラッシュなどのミュージシャンから強く影響を受けている。

### 2017–2018: 『YUNGBLUD』EP
2017年4月7日、ハリソンは最初のシングル「キング・チャールズ」をリリースした。 2017年9月15日、暗い現代のラブストーリーを歌った「I Love You, Will You Marry Me」をリリースした。 2017年11月10日、ロンドンの音楽のホットスポットであるティン・パン・アレイの建設プロジェクトについて歌った「ティン・パン・ボーイ」をリリースした。 2018年1月19日、彼はこの年初めの3枚のシングルを含むEP『YUNGBLUD』をリリースした。

### 2018–2019: 『21st Century Liability』『The Underrated Youth』
2018年1月19日、少女に対する性的暴行についての曲「Polygraph Eyes」をEPからリリースした。 ハーパーズ・バザーのインタビューで、「これまで広く受け入れられてきたこの若者の考え方を薄め、打ち砕くために、男性の視点から語られる必要がある」と述べた。2018年3月12日から30日まで、Kをサポートした。フレイ、「Everywhere Is Somewhere」ツアーに参加。2018年3月14日、「Polygraph Eyes」のミュージックビデオをYouTubeに公開した。 7月6日、ファーストアルバム『21st Century Liability』をリリースした。 2018年7月に米国に向かい、ワープド・ツアーの一環としていくつかのツアー日程をこなした。 
8月10日、『21st Century Liability』の楽曲のアコースティック・バージョン7曲を収録したEP『Yungblud (Unplugged)』をリリースした。 2018年8月、Netflixのシリーズ「13の理由」シーズン2のサウンドトラックから、シャーロット・ローレンスをフィーチャーした「Falling Skies」のミュージックビデオがリリースされた。 2018年9月20日から2019年4月20日までデビュー・アルバムのツアーを行い、アメリカ公演にはアレステッド・ユースが、イギリスとヨーロッパ公演にはカーリー・ハンソンが参加した。 2019年1月17日、シングル「Loner」をリリースした。 2019年2月14日、ホールジーとトラヴィス・バーカーとのシングル「11 Minutes」をミュージックビデオとともにリリースした。 歌詞的には、この曲は自己妨害によって失敗した関係について歌っている。 
2019年3月22日に初のライブアルバム『ヤングブラッド（ライブ・イン・アトランタ）』をリリースした。 2019年5月3日から2019年8月31日まで、いくつかのフェスティバルの日程を含む「Don't Wanna Be a Loner」ツアーに乗り出した。 「Parents」はThe Underrated Youth EPからリリースされた最初のシングルでした。 この曲は2019年5月24日にリリースされ、ヤングブラッドは個人主義についての曲だと説明した。 「アイ・シンク・アイム・オーケイ」はマシン・ガン・ケリー、ハリソン、トラヴィス・バーカーによって2019年6月7日にリリースされた。 2019年7月26日、ヤングブラッドはジム・クローチェの「タイム・イン・ア・ボトル」のカバーとともに『ワイルド・スピード ホブズ&ショー』のサウンドトラックにフィーチャーされた。
2019年7月29日、シングル「ホープ・フォー・ザ・アンダーレイテッド・ユース」はアニー・マックの世界で最もホットなレコードとしてBBCラジオ1のアニー・マックのフューチャー・サウンズ中に初披露された。 イマジン・ドラゴンズのダン・レイノルズをフィーチャーした「オリジナル・ミー」は2019年10月にリリースされ、10月23日のザ・レイト・ショー・ウィズ・スティーヴン・コルベアでライブでこの曲を披露した。『The Underrated Youth EP』は若干の遅れを経て、2019年10月18日にリリースされた。 2019年5月17日、2019年10月発売に向けて『ツイステッド・テイルズ・オブ・ザ・リタリン・クラブ』というタイトルの漫画本を執筆中であると発表した。 本の宣伝のために2019年10月25日にMCMコミコンに出席した。 2019年10月31日、『13の理由』サウンドトラックから「ダイ・ア・リトル」のミュージックビデオが公開された。 このビデオはメンタルヘルスへの意識を高めることを目的としたものであった。 Capital FMとのインタビューで、ブラックベアはハリソンとマシュメロとコラボレーションしたことを明らかにした。 このコラボレーションは「Tongue Tied」という曲であることが明らかにされ、11月13日にリリースされることが発表された。 「Tongue Tied」は11月13日にジョーイ・キング主演のミュージックビデオとともにYouTubeで公開された。

### 2020-
2022年にはセルフ・タイトルのアルバムを発表し、全英1位を記録。
2024年2月29日、同年4月より放送・全世界配信されるテレビアニメ『怪獣8号』のOP主題歌を担当することが発表された。日本のアニメ主題歌に洋楽アーティストが抜擢されて、書き下ろしの新曲を提供するのは異例のことである。

## ディスコグラフィー

### アルバム
- 『21st Century Liability』 (2018年7月6日)
- 『weird!』 (2020年12月4日)
- 『YUNGBLUD』 （2022年9月2日）
- 『Idols』（2025年予定）

### EP
- 『Yungblud』 (2018年1月13日)
- 『Yungblud (Unplugged)』 (2018年8月10日)
- 『The Underrated Youth』 (2019年10月18日)

### シングル
- 『11 Minutes』 (2019年2月13日)
- 『I Think I'm Okay』[9] (2019年6月7日)
- 『Tongue Tied』 (2019年11月13日)